# Respuesta a la demanda

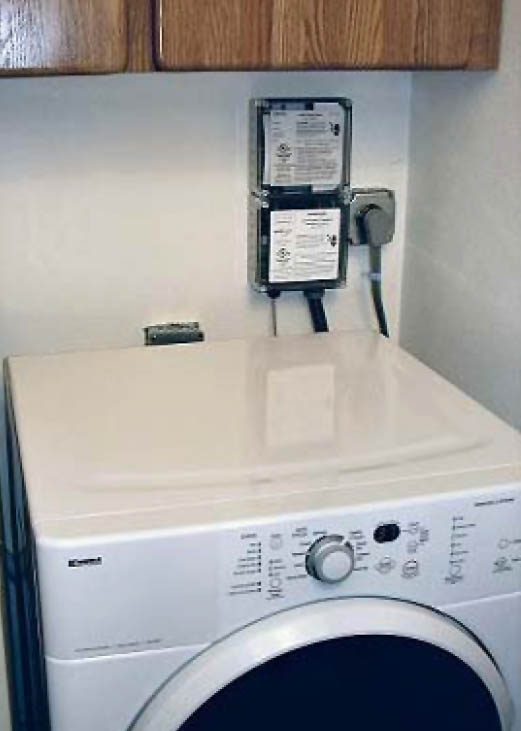
Un secador de ropa que utiliza un conmutador con respuesta a la demanda para reducir el pico de demanda eléctrica

La respuesta a la demanda o servicio de flexibilidad de la demanda es un cambio en el consumo de un cliente de una compañía eléctrica para un mejor ajuste a lo que otros clientes están demandando en ese momento y a la energía que está siendo producida. Se trata de una acción específica dentro del amplio campo de gestión de la demanda energética.
Hasta hace poco la energía eléctrica no podía almacenarse fácilmente, así que las compañías eléctricas tradicionalmente tratan de producir en cada momento tanta energía como la que sus clientes demandan en ese momento. Pueden hacer esto aumentando o disminuyendo la producción de sus centrales, conectando a la red centrales o desconectándolas, y comprando o vendiendo energía a otras compañías, incluso de otros países. Hay límites a lo que puede conseguirse en el lado de suministro, porque a algunas unidades de generación les puede llevar largo tiempo alcanzar la plena potencia, otras unidades pueden ser muy caras de operar, y en un determinado momento la demanda puede ser mayor que toda la potencia disponible (por ejemplo en un día de mucho calor, por los aires acondicionados). La respuesta a la demanda busca ajustar la demanda de energía en vez de la producción. Si la demanda es mayor que la producción, la red se vuelve inestable y se producen apagones, sobretensiones transitorias y toda clase de averías. 
A sus clientes las compañías eléctricas pueden, de varias maneras, enviarles peticiones para que varíen su demanda. Algunas de estas maneras son: facturación en horas valle, en las que la energía es más barata, o contadores inteligentes, mediante los que se comunican a los clientes solicitudes explícitas o cambios instantáneos en el precio de la electricidad. A la compañía puede no interesarle utilizar mucho las centrales más caras, especialmente si tiene dificultad para trasladar todos los costes a los clientes, o está bajo presión pública por cobrar precios muy elevados. 
El cliente puede reducir su consumo instantáneo aplazando algunas tareas que requieren grandes cantidades de energía, o puede decidir pagar un precio más alto. Algunos clientes pueden cambiar parte de su consumo a fuentes alternativas, como baterías propias o paneles solares.

## Tipos
Pueden definirse 3 tipos de respuesta a la demanda:
1. La respuesta a la demanda de emergencia se emplea para evitar interrupciones involuntarias del servicio durante períodos de escasez de suministro.
2. La respuesta económica a la demanda consiste en favorecer que los clientes disminuyan su consumo cuando les resulta más conveniente o cuando el rendimiento económico que obtienen de esa electricidad no compensa el precio que pagan por ella.
3. Los servicios auxiliares de respuesta a la demanda son ofrecidos específicamente por las empresas de generación para asegurar la estabilidad de la operación de la red eléctrica.[2]

## Antecedentes
Según la Comisión Federal de Regulación Energética estadounidense, la respuesta a la demanda (DR por sus siglas en inglés) se define como: «Los cambios en el consumo eléctrico de los clientes finales respecto a sus patrones normales de consumo en respuesta a cambios en el precio horario de la electricidad, o en respuesta a incentivos diseñados para inducir un menor consumo cuando los precios mayoristas son más elevados o cuando está en riesgo la fiabilidad del sistema eléctrico.» La DR incluye todas las modificaciones intencionadas en los patrones de consumo para inducir clientes a cambiar las horas en las que gastan más, a cambiar el nivel de demanda instantánea, o incluso el consumo de electricidad total. Se espera que se diseñen programas DR para reducir el consumo total o trasladar una parte de las horas punta a las horas valle. La DR puede definirse como «una amplia gama de acciones por parte del cliente en respuesta a condiciones particulares dentro del sistema eléctrico (como congestión de la red en horas punta o precios altos)». La DR consigue una reducción de las puntas de consumo y puede evitar emergencias. De ahí que pueda ser, en términos coste-eficacia, una alternativa mejor que aumentar la capacidad de generación para satisfacer puntas de consumo que solo se presentan ocasionalmente. El objetivo subyacente de la DR es que los clientes se comprometan activamente a modificar su consumo en respuesta a las señales de precio que les envíe la compañía. La meta es trasladar al consumidor las previsiones de coste y disponibilidad de producción a través de señales de precio y permitir cambios dinámicos en el consumo. Por ejemplo se puede prever un día muy luminoso, de gran producción solar (barata) y buscar mayor consumo a través de precios bajos. 
En las redes eléctricas, la respuesta a la demanda es similar a los mecanismos de demanda dinámica para gestionar el consumo en respuesta a las condiciones de suministro. Por ejemplo, clientes que reducen su consumo en momentos críticos (lo que se denomina "interrumpibilidad") o en respuesta a precios elevados. La diferencia es que los mecanismos de respuesta a la demanda responden a peticiones explícitas para reducir el consumo, mientras que los dispositivos de demanda dinámica disminuyen pasivamente el consumo cuando perciben una sobrecarga de la red eléctrica. La respuesta a la demanda puede implicar disminuir el consumo o arrancar los generadores propios del consumidor, los cuales pueden estar conectados o no a la red eléctrica. La respuesta a la demanda también es diferente de la eficiencia energética, que significa gastar menos energía para realizar las mismas tareas. Pero al mismo tiempo, la respuesta a la demanda es un componente del consumo energético inteligente. Los otros componentes son la eficiencia energética, la gestión energética de edificios, la generación distribuida y la carga de vehículos eléctricos.
Los mecanismos actuales de respuesta a la demanda operan con clientes comerciales grandes y pequeños, así como clientes residenciales, a menudo a través del uso de sistemas de control que suprimen consumos en respuesta a una petición de la compañía eléctrica o a los precios horarios. Durante las horas punta se reducen servicios (luces, máquinas, aire acondicionado) de acuerdo a un plan de priorización de cargas. Una alternativa a la desconexión de consumos es la generación sobre el terreno para suplementar a la red eléctrica. En situaciones de alto consumo, la respuesta a la demanda puede disminuir significativamente el precio en las horas punta y, en general, la volatilidad de los precios de la electricidad.
El término "respuesta a la demanda" se utiliza generalmente para referirse a los mecanismos utilizados para animar a los clientes eléctricos a disminuir su consumo, reduciendo así la demanda máxima, demanda punta o pico de demanda. Como los sistemas eléctricos de generación y transmisión generalmente se dimensionan para corresponder a la demanda punta (más un margen para errores de previsión y acontecimientos imprevistos), disminuir la demanda punta reduce el número de centrales eléctricas que se deben construir (o la potencia que deben tener, por lo que salen más baratas) y el coste de capital de una compañía eléctrica. Sin embargo, dependiendo de la matriz de generación disponible, la respuesta a la demanda también puede usarse para aumentar el consumo (la carga) en momentos de alta producción y baja demanda. Algunos sistemas pueden fomentar el almacenamiento de energía para arbitraje entre periodos de demanda baja y alta (o de precios bajos y altos).

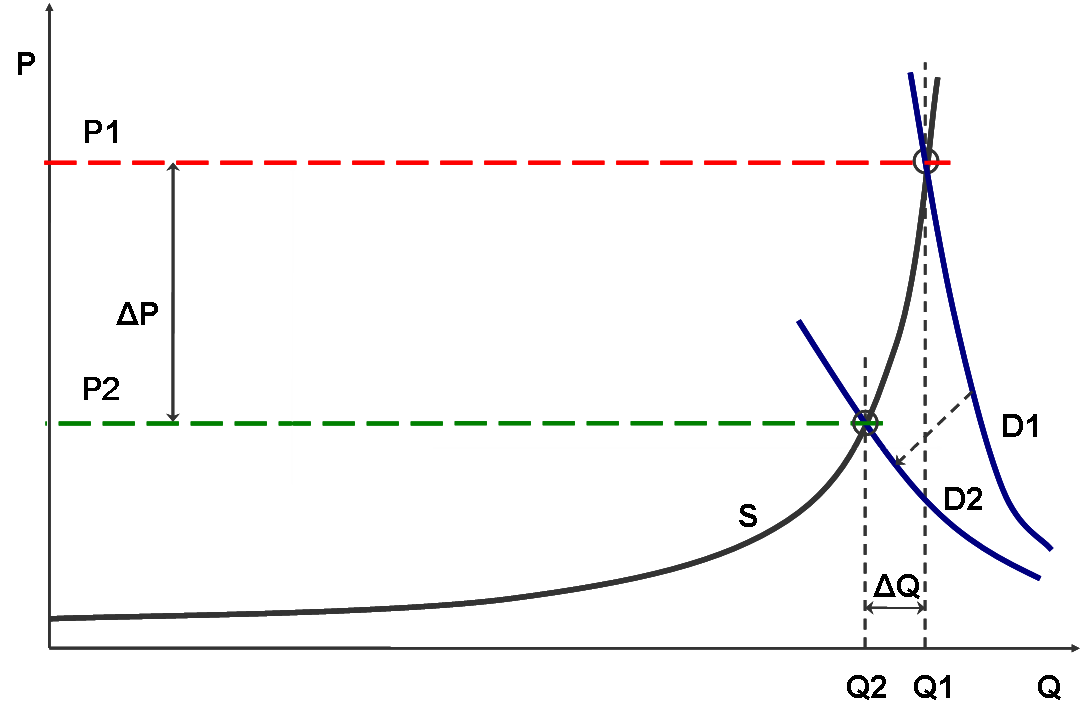
Explicación de los efectos de la respuesta a la demanda en un gráfico precio (P)-cantidad (Q). Si la demanda (D1) es inelástica, un precio extremadamente alto (P1) puede resultar en un mercado de electricidad tensionado.
Si se emplean medidas de respuesta a la demanda, la demanda se vuelve más elástica (D2), lo que resultará en un precio mucho más bajo (P2).
Se estima que una reducción de la demanda de solamente el 5 % resultaría en una reducción del 50 % del precio durante las horas punta de la crisis de electricidad de California en 2000/2001. El mercado también se vuelve más resiliente a la retirada intencionada de ofertas del lado de suministro.

## Motivación económica
En la mayoría de los sistemas eléctricos, algunos o todos los consumidores pagan un precio fijo por cada unidad de energía que gastan independientemente de lo que ha costado producir esa energía. Este precio de consumidor puede ser establecido por el gobierno o un organismo regulador, y típicamente representa un coste medio por unidad de producción en un período de tiempo dado (por ejemplo, un año). El consumo, por tanto, no es sensible al coste de producción a corto plazo (p. ej. el coste horario). En términos económicos, el gasto energético de los consumidores es inelástico en períodos cortos de tiempo, porque los consumidores no pagan el coste real de producción. Si los consumidores tuvieran que pagar el coste de producción a corto plazo, estarían mucho más inclinados a reaccionar a las señales de precio, consumiendo menos cuando el precio fuera alto y más cuando fuera bajo. 

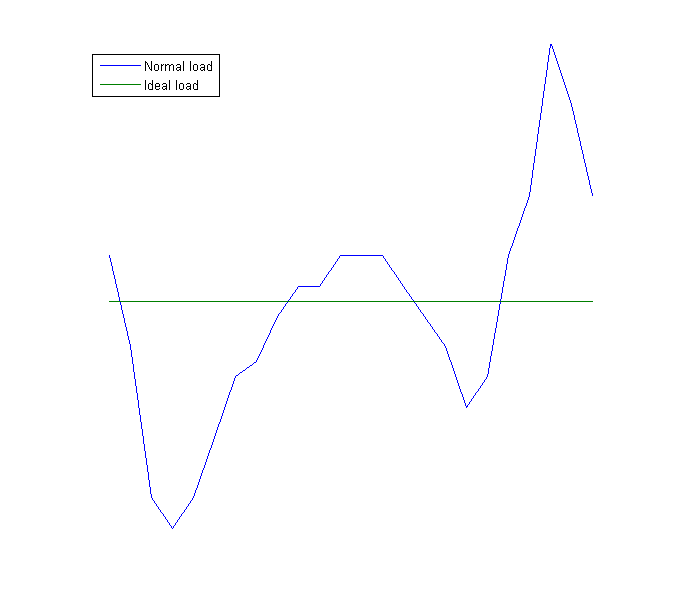
Evolución del consumo eléctrico a lo largo de un día normal; la línea azul muestra el consumo real y la verde, el ideal.

En virtualmente todas los sistemas eléctricos los generadores entran en producción según orden de mérito, i.e., arrancan primero los generadores de menor coste marginal (coste variable de producción), luego los de coste medio, y así hasta que se satisface la demanda instantánea de energía. En la mayoría de sistemas eléctricos el precio mayorista de la electricidad será igual al coste marginal del generador más caro que en ese momento esté inyectando energía, el cual variará con el nivel de demanda. Por ello la variación en un período de tiempo de este precio puede ser significativa: por ejemplo, en Ontario entre agosto y septiembre de 2006, los precios mayoristas en dólares canadienses (CAD) pagados a los productores variaron de un pico de 318 CAD/MWh a un valle de - (negativo) 3,10 CAD/MWh. No es inusual que, en una misma jornada, el precio instantáneo varíe en un factor de dos a cinco debido al ciclo diario de demanda. Un precio negativo indica que los productores pagaban por suministrar electricidad a la red (y los consumidores que pagan precios en tiempo real podrían de hecho haber recibido dinero por consumir electricidad durante este periodo). Esto generalmente ocurre por la noche, cuando la demanda cae tanto que todos los generadores operan a sus niveles de producción mínimos, y algunos de ellos tienen que ser desconectados de la red y parados. El precio negativo es el aliciente para que estas desconexiones se produzcan de la manera menos costosa.
Dos estudios de la Universidad Carnegie Mellon en 2006 consideraron la importancia de la respuesta a la demanda para el sector eléctrico en términos generales y con la aplicación concreta de precios en tiempo real para los usuarios de la Interconexión PJM de la Autoridad Regional de Transmisión, que en EE. UU. surte a 65 millones de clientes con 180 gigavatios de capacidad de generación. El segundo estudio halló que incluso las pequeñas disminuciones en la demanda punta supondrían un gran ahorro para consumidores y evitarían costes adicionales de capacidad punta: una reducción de solo el 1 %  en la demanda punta resultaría en ahorros de 3,9 millardos de dólares estadounidenses ($) para el sistema eléctrico. Aproximadamente un 10 %  de reducción en la demanda punta (alcanzable según la elasticidad de la demanda al precio) produciría ahorros entre 8 y 28 millardos de $ en sistemas.
En un artículo de discusión, Ahmad Faruqui, un directivo de Brattle Group, estima que una reducción del 5 %  en la demanda punta de EE. UU. podría ahorrar aproximadamente 35 millardos de $ durante un periodo de 20 años, sin incluir el coste de los contadores eléctricos y las comunicaciones necesarios para aplicar los precios dinámicos que propiciarían esta reducción de la demanda. Los beneficios netos serían por tanto significativamente inferiores a esos 35 millardos de $, pero todavía bastante sustanciales. En Ontario, Canadá, el Operador Independiente del Sistema Eléctrico destacó que en todo 2006 la demanda punta superó los 25 gigavatios (GW) durante solo 32 horas (menos de 0,4 %  del tiempo), mientras que la demanda máxima en todo el año fue justo por encima de los 27 (GW). Por tanto, la capacidad, basada en compromisos fiables, de "afeitar" demanda punta (rebajar el pico), permitiría a la provincia reducir la capacidad de generación instalada en aproximadamente 2 GW. Una central de ciclo combinado típica tiene una potencia de 0,8 GW y un coste de construcción de 400 millones de $. Las centrales de punta, aunque se usen poco, se pagan a través de conceptos como "reserva de capacidad" en la factura eléctrica. Por tanto, tener instalado en la red eléctrica un buen sistema de respuesta a la demanda no solo ahorra dinero a los grandes consumidores sobre cuyos aparatos actúa directamente este sistema, sino a todos los consumidores, y hace más competitivo al país donde opere esa red, porque disminuye el coste de la energía.

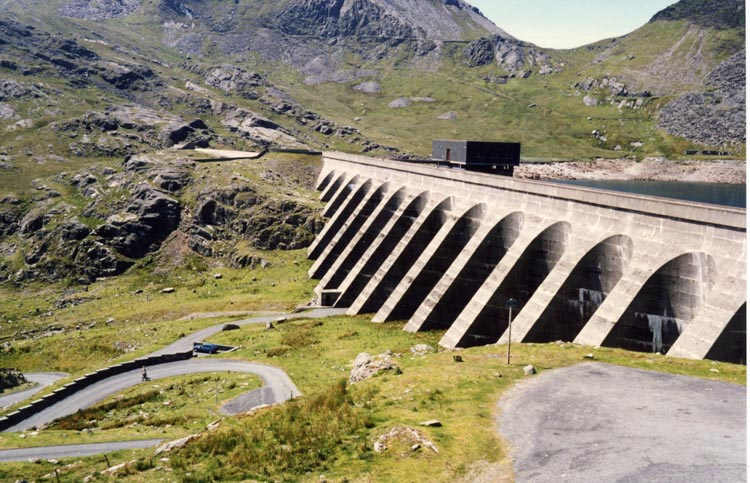
Embalse superior (Llyn Stwlan) y dique del complejo de almacenamiento bombeado de Ffestiniog (central hidroeléctrica reversible) en Gales del norte

## Redes eléctricas y respuesta a la demanda punta
En una red eléctrica, la energía que se genera tiene que ser en todo momento igual a la que se consume; cualquier desequilibrio significativo podría causar inestabilidad de la red, fuertes fluctuaciones de voltaje (que averían los aparatos), o fallos de suministro. Por tanto la capacidad de generación total se dimensiona para corresponder a demanda punta total con algún margen de error y previsión de contingencias (como alguna central incidentalmente fuera de línea durante horas punta). El operador de la red generalmente planeará utilizar la generación de menor coste marginal en cualquier periodo dado, y emplear centrales más caras cuando aumente la demanda. La respuesta a la demanda en la mayoría de los casos pretende reducir la demanda cumbre para disminuir el riesgo de perturbaciones, evitar el coste de construir centrales adicionales innecesarias, y evitar el uso de centrales más caras o menos eficaces. Los consumidores de la electricidad también pagarán mayores precios si se usan principalmente centrales caras (por ejemplo de gas natural) en vez de centrales baratas (por ejemplo de generadores eólicos).
La respuesta a la demanda también puede utilizarse para aumentar el consumo durante periodos de alta generación y baja demanda. Algunas centrales (como las nucleares) pueden operar habitualmente a plena capacidad, mientras que otras pueden generar a un coste marginal insignificante (como las eólicas o solares). Como la capacidad para almacenar energía es limitada, la respuesta a la demanda puede intentar aumentar el consumo durante períodos de generación barata para mantener la estabilidad de la red eléctrica. Por ejemplo, en la provincia canadiense de Ontario en septiembre de 2006, durante un corto periodo los precios de electricidad fueron negativos para determinados usuarios. El almacenamiento de energía por ejemplo en una central hidroeléctrica reversible es una manera de aumentar el consumo durante periodos de baja demanda para, en posteriores períodos de alta demanda, recuperar la energía almacenada. El uso de la respuesta a la demanda para incrementar el consumo es menos común, pero puede ser necesario o conveniente en sistemas con mucha generación en marcha que no puede ser fácilmente reducida.
Algunas redes pueden utilizar mecanismos de precios que no son en tiempo real, pero más fáciles de aplicar (los usuarios pagan precios más altos durante el día y precios más bajos por la noche, por ejemplo) para proporcionar algunos de los beneficios del mecanismo de respuesta a la demanda con requisitos tecnológicos menos exigentes. En el Reino Unido, la tarifa nocturna Economy 7, y esquemas similares que intentan cambiar la demanda asociada con calefacción eléctrica a periodos nocturnos fuera de las horas punta, han funcionado desde la década que empezó en 1971. Más recientemente, en 2006 Ontario empezó a aplicar un programa de contadores inteligentes que facturan con 3 precios diferentes: hora punta, hora media y fuera de horas punta (horas valle). Durante el invierno es hora punta la mañana y el comienzo de la noche, hora media de mediodía a sobremesa, y horas valle, la noche. En verano es hora punta de mediodía a la sobremesa, y hora media la mañana y el comienzo de la noche, porque lo que impulsa el consumo es el aire acondicionado. Para el 1 de mayo de 2015 la mayoría de las compañías eléctricas de Ontario habían instalado contadores inteligentes a todos sus clientes. En hora valle les cobraban la tarifa normal, en hora media un 150 %  de esta tarifa, y en hora punta aproximadamente el triple.
Australia tiene estándares nacionales para respuesta a la demanda (series AS/NZS 4755), que los distribuidores de electricidad han estado aplicando en todo el país durante varias décadas, p. ej. controlando calentadores de agua de almacenamiento, acondicionadores de aire y bombas de piscina. En 2016 se añadió a la serie de estándares cómo gestionar el almacenamiento de energía eléctrica (p. ej. baterías).

## Desconexión de cargas
Hay veces que los sistemas de generación y transmisión eléctricos no consiguen satisfacer la demanda punta. En estas situaciones, para preservar la estabilidad de la red, hay que reducir de alguna manera el consumo instantáneo, ya sea desconectando algunos dispositivos o disminuyendo el voltaje de suministro, con el fin de impedir disrupciones incontroladas del suministro como apagones extendidos o daños a los aparatos eléctricos. Las compañías pueden realizar la desconexión de cargas (load shedding, que también se traduce por "desprendimiento de carga", aunque la traducción literal más aproximada de shedding es "efusión") mediante el corte del servicio a zonas concretas (rotación de apagones ) o mediante acuerdos con consumidores industriales para que apaguen equipos durante las puntas de demanda (interrumpibilidad).

## Incentivos para la desconexión de cargas
Los consumidores necesitan incentivos para responder a la petición del denominado "suministrador de respuesta a la demanda". Estos incentivos pueden ser formales o informales Por ejemplo, la compañía puede crear un incentivo basado en la tarifa aplicando incrementos a corto plazo en el precio de la electricidad, o puede imponer cortes obligatorios durante una ola de calor a consumidores intensivos, que luego son compensados. Otros usuarios pueden recibir descuentos por cumplir compromisos firmes de reducción de su consumo durante las horas punta. Algunas veces estas rebajas se denominan negavatios, un juego de palabras con negativo y megavatio.
Algunos consumidores comerciales o industriales pueden autoimponerse la desconexión de cargas sin que se lo pida la compañía eléctrica. Algunas empresas generan su propia energía, y desean no consumir más de la que producen para evitar comprarla a la red eléctrica. Para grandes clientes, las tarifas mensuales de algunas compañías eléctricas dependen de su demanda punta ese mes. Esto anima a tales clientes a aplanar su consumo energético, lo que se conoce como gestión de la demanda energética, que a veces requiere cortar servicios temporalmente.
El contador inteligente se utiliza en algunos países para aplicar precios en tiempo real a todos los usuarios, en vez de precios fijos durante el periodo de demanda. Los usuarios se ven así directamente incentivados a reducir su consumo en periodos de alta demanda y precio elevado. Aunque algunos pueden no hacer caso de tales incentivos por varias razones:
- Pueden no ser capaces de reducir su demanda en las horas punta.
- Los precios en los períodos punta pueden ser inferiores al nivel necesario para inducir un cambio en la demanda (los usuarios tienen baja sensibilidad al precio, o la elasticidad de la demanda respecto al precio es baja).
- Los eficaces sistemas de control automatizado que existen para bajar la demanda en períodos punta no les resultan rentables.

En muchos aspectos, con la respuesta a la demanda puede considerarse que la tecnología permite un sistema de racionamiento económico y temporal del suministro eléctrico. En la respuesta a la demanda, el consumidor eléctrico se raciona a sí mismo incentivado por precios más bajos en las horas valle. La implicación directa es que quienes no reduzcan su consumo en las horas punta pagarán precios extra, ya directamente, ya a través de los precios generales.
Si se empleara el racionamiento involuntario, sería a través de apagones zonales durante las horas punta. En la práctica, si el racionamiento voluntario a través de incentivos de precio no consigue reducir la energía demandada, las olas de calor veraniegas y las de frío invernales podrían caracterizarse por apagones planificados para consumidores y empresas.

## Aplicación de la respuesta a la demanda en redes eléctricas inteligentes
Las redes inteligentes mejoran la capacidad de productores y consumidores de electricidad para comunicarse entre sí y tomar decisiones sobre cómo, cuándo y cuánta electricidad producir y consumir. Esta tecnología emergente permite a los clientes cambiar, de una respuesta a la demanda basada en que la compañía les pide esporádicamente que desconecten cargas, a una respuesta más 24/7 donde los clientes ven incentivos para controlar la carga todo el tiempo. Aunque este diálogo continuo aumenta las oportunidades para la respuesta a la demanda, los clientes se ven todavía en gran parte influidos por incentivos económicos, y son reticentes a ceder el control total de sus aparatos a la compañía eléctrica para que los arranque o los pare cuando le convenga a la compañía sin tener en cuenta si al cliente le conviene o no.
Una ventaja de las redes inteligentes son los precios eléctricos variables según el momento del día. Los clientes que tradicionalmente pagan una tarifa fija por unidad de energía consumida (kWh) y han solicitado un perfil de carga, pueden establecer un umbral y ajustar su consumo para aprovechar los precios fluctuantes. Esto puede requerir un sistema de gestión energética para controlar electrodomésticos y equipos, y puede implicar economías de escala. Otra ventaja, principalmente para grandes clientes que, además de consumir, disponen de generación, es permitirles equilibrar la carga cuidadosamente, no solamente para evitar puntas y pagar menos por el mismo consumo, sino también para comerciar en el mercado eléctrico con la energía ahorrada. Nuevamente esto requiere complejos sistemas de gestión energética, incentivos y un mercado de compensación operativo.
Las redes inteligentes aumentan las oportunidades de respuesta a la demanda al proporcionar datos en tiempo real a productores y consumidores, pero la verdadera fuerza impulsora de estas redes son los incentivos económicos y medioambientales.
Uno de los elementos más importantes de respuesta a la demanda en las redes inteligentes son los vehículos eléctricos que, por un lado, cuando están parados, consumen electricidad para cargar sus baterías pero, por otro lado, si la red lo requiere, pueden actuar como generadores. La agregación de esta nueva fuente-sumidero de energía a los sistemas eléctricos (que también es un nuevo factor de incertidumbre, porque en cualquier momento el vehículo eléctrico puede desconectarse de la red para ponerse a circular) es crítica para preservar la estabilidad y la calidad de las redes inteligentes. En consecuencia los aparcamientos de vehículos eléctricos pueden considerarse una entidad de agregación de respuesta a la demanda.

## Aplicación de la respuesta a la demanda a la generación distribuida renovable e intermitente
Con el fin de inducir una mayor competencia que propiciara menores precios de la electricidad, los gobiernos decidieron hacia el período 1980-1990 segregar las tradicionales compañías eléctricas verticalmente integradas en empresas de generación, de transporte, distribuidoras y comercializadoras. Posteriormente, y en especial a partir de 2010, con el abaratamiento de las energías renovables, la red eléctrica moderna está evolucionando desde la generación centralizada hacia una generación más distribuida empleando energías renovables. Estas fuentes de energía se encuentran a menudo extendidas sobre un amplio territorio y son intermitentes por naturaleza (según haga viento o sol). Estas características inducen inestabilidad en la red eléctrica y limitan la cantidad de energía renovable que se puede introducir en la red. En la red tradicional, la energía la proporcionan empresas de generación que son capaces de responder a cambios en la demanda. En cambio, la generación con energías renovables está gobernada por las condiciones medioambientales, y generalmente no es capaz de responder a cambios en la demanda. El control de las cargas no críticas conectadas a la red se ha demostrado una estrategia eficaz para mitigar las fluctuaciones indeseables introducidas por las renovables (hay otras estrategias, como el almacenamiento de energía en centrales hidroeléctricas reversibles). De este modo, en vez de ser la generación la que responde a cambios en la demanda, es la demanda la que responde a cambios en la generación. Esto es la base de la respuesta a la demanda. Para aplicar sistemas de respuesta a la demanda es necesario coordinar numerosos recursos distribuidos a través de sensores, actuadores y protocolos de comunicación. Para ser eficaces, los dispositivos necesitan ser baratos y robustos. Además se requiere una gran capacidad para coordinar amplias redes de dispositivos, gestionándolos y optimizándolos tanto desde el punto de vista de la seguridad del suministro eléctrico como desde el económico.
Por añadidura el incremento de la generación renovable variable impulsa a las autoridades a procurar más servicios auxiliares para equilibrar la red eléctrica. Uno de estos servicios es la reserva de contingencia, que se emplea para regular la frecuencia de la red en contingencias (la frecuencia de la red es de 50 hertzios en Europa y 60 Hz en América, y todos los generadores conectados a la red deben estar sincronizados). Muchos operadores independientes están estructurando las reglas de los mercados de servicios auxiliares para que la respuesta a la demanda pueda participar junto a la generación tradicional. La capacidad disponible de los generadores puede ser utilizada más eficientemente cuándo opera según fue diseñada, resultando en menores costes y menor contaminación. Cuando aumenta la proporción de la generación que utiliza inversores (aparatos eléctricos que convierten la corriente continua, por ejemplo de un panel solar, en alterna; no confundir con la persona o institución que invierte dinero) respecto a la generación convencional (que utiliza enormes alternadores), se reduce la inercia mecánica utilizada para estabilizar las disminuciones de frecuencia. Debido a la sensibilidad a las frecuencias transitorias de la generación con inversores, se vuelve cada vez más importante la provisión de servicios auxiliares de fuentes diferentes a los generadores.

## Tecnologías para la reducción de la demanda
Están disponibles varias tecnologías, y otras se encuentran en desarrollo, para automatizar el proceso de respuesta a la demanda. Estas tecnologías detectan la necesidad de suprimir cargas, comunican la demanda instantánea a los usuarios con interrumpibilidad, automatizan la desconexión de cargas y verifican la conformidad con los programas de respuesta a la demanda. GridWise y EnergyWeb son 2 importantes iniciativas federales estadounidenses para desarrollar estas tecnologías. Las universidades y la industria privada también investigan y desarrollan en este campo. Existen programas informáticos amplios y escalables para consumidores eléctricos industriales y comerciales.
Algunas compañías eléctricas están considerando y probando sistemas automatizados, conectados a usuarios industriales, comerciales y residenciales, que pueden reducir su consumo durante las puntas de demanda. Generalmente funcionan retrasando marginalmente la energía extraída de la red. Pese a que la cantidad de demanda retrasada puede ser pequeña, las implicaciones para la red (incluidas las financieras) pueden resultar sustanciales, porque planificar la estabilidad del sistema a menudo implica construir capacidad de generación (cara) para puntas de demanda extremas, más un margen de seguridad en reserva. Tales puntas pueden solo unas pocas veces al año.
El proceso puede implicar la desconexión de algunos aparatos (pero también, cuando la demanda es inesperadamente baja, el aumento de su uso). Por ejemplo se puede bajar la calefacción o subir la temperatura del condicionante de aire o la refrigeración (así consume menos energía), retrasando ligeramente el consumo hasta que haya pasado el pico de demanda. En la ciudad de Toronto, ciertos usuarios residenciales pueden participar en un programa (Peaksaver AC, literalmente Ahorrapicos de corriente alterna) por el cual el operador de sistema automáticamente puede controlar los calentadores de agua o los acondicionadores de aire durante los picos de demanda. Retrasando el pico de demanda la red se beneficia (dando a las centrales de punta tiempo para aumentar su generación o incluso evitando las puntas), y los participantes también se benefician al aplazar su consumo hasta periodos de precios inferiores. Aunque esto es un programa experimental, estas soluciones, si se escalan, tienen el potenciales de reducir considerablemente las puntas de demanda. Que tales programas tengan éxito depende del desarrollo de tecnología apropiada, su coste y precios eléctricos adecuados. La compañía eléctrica Bonneville Power experimentó con tecnologías de control directo en residencias de Washington y de Oregón, y halló que el ahorro en inversiones de la red de transmisión eléctrica justificaría el coste de la tecnología.
Otro método de respuesta de demanda es reducir sutilmente los ciclos de funcionamiento de los aparatos en vez de operar sobre su termostato. Est pueden conseguirse con sistemas personalizados de automatización residencial, o a través de la coordinación, mediante lógica de enjambre, de las múltiples cargas de una misma instalación (p. ej. los controladores EnviroGrid de la empresa Encycle).
Se puede utilizar un planteamiento similar para gestionar la punta de demanda por aire acondicionado en los días más calurosos del verano. Preenfriar antes de la punta o, durante ella, mantener el aire a una temperatura ligeramente más alta, puede ayudar a reducir la demanda punta.
En 2008 se anunció en el Reino Unido se venderían refrigeradores eléctricos con sensores dinámicos de demanda, que retrasarían o adelantarían el ciclo de enfriamiento notando leves variaciones de la frecuencia de la red, pero posteriormente se dijo que no estarían disponibles hasta 2018.

## Clientes industriales
Los clientes industriales también proporcionan respuesta a la demanda. Comparadas con las cargas comerciales y residenciales, las cargas industriales tienen las ventajas siguientes: la magnitud de consumo energético de una fábrica y los cambios en este consumo que puede llevar a cabo son generalmente muy grandes; además, las plantas industriales normalmente ya tienen los dispositivos de control, comunicación y participación en el mercado eléctrico que permiten la respuesta a la demanda. Por añadidura; algunas fábricas, como las fundiciones de aluminio pueden realizar ajustes rápidos y precisos en su consumo energético. Por ejemplo, la planta de la empresa Alcoa en Warrick está participando en MISO (siglas en inglés del Operador Independiente del Sistema Mediocontinental) como recurso cualificado de respuesta a la demanda, y Aluminium Trimet emplea su fundición como una megabatería a corto plazo. La selección de las industrias adecuadas para proporcionar respuesta a la demanda se basa normalmente en una evaluación del denominado "valor de carga perdida".

## Inconveniencia a corto plazo a cambio de beneficios en el largo
Desconectar cargas durante las puntas de demanda es importantes porque reduce la necesidad de construir nuevas centrales eléctricas. Para responder a las puntas de demanda, las compañías eléctricas construyen centrales y líneas de transmisión muy intensivas en capital. Las puntas de demanda ocurren solo unas pocas veces al año, así que esos activos operan el resto del tiempo a una mera fracción de su potencia de diseño. Los consumidores eléctricos pagan esta capacidad ociosa a través de sus facturas. Según la Coalición de Redes Inteligentes para Responder a la Demanda Coalición, entre el 10 y el 20 %  de los costes de la electricidad en los Estados Unidos se deben a demandas punta durante solo 100 horas al año. La respuesta a la demanda es una manera de que las compañías eléctricas reduzcan la necesidad de grandes gastos de capital, y así mantener generalmente bajas las tarifas. Sin embargo existe un límite económico a tales reducciones porque los consumidores pierden el valor productivo o de comodidad de la electricidad no consumida. Resulta por tanto engañoso considerar únicamente los ahorros de coste que la respuesta a la demanda puede producir sin tener también en cuenta lo que el consumidor pierde en el proceso.

### Importancia para la operación de los mercados eléctricos
Se estima que rebajar solo un 5 %  la demanda punta habría resultado en una reducción de precio del 50 %  durante la crisis de electricidad de California en 2000–2001. Si los consumidores tuvieran que afrontar precios punta, y por tanto redujeran su demanda en esos períodos, el mercado debería volverse más resiliente a la retirada intencionada de ofertas de generación. Por ejemplo una compañía posee una central hidroeléctrica y otra de ciclo combinado a gas natural. En un determinado momento de alta demanda tiene produciendo la hidroeléctrica y parada la de gas, porque el precio instantáneo del mercado eléctrico no le parece suficientemente alto. Entonces retira la hidroeléctrica, el precio sube, y ofrece la de gas, por un importe mucho mayor.
Los usuarios residenciales y comerciales a menudo varían drásticamente su consumo durante el día, y la respuesta a la demanda intenta reducir esta variabilidad utilizando señales de precio. En estos programas existen 3 supuestos subyacentes:
1. Las centrales eléctricas que no operan, y que por tanto no tienen ingresos, representan un menos uso menos eficiente del.
2. Los sistemas eléctricos normalmente aumentan la potencia instalada hasta que responde a la demanda punta proyectada (con algo de potencia sobrante por si se presentan acontecimientos inesperados).
3. Si se "suavizan" las puntas de demanda, se requerirá menos inversión en reserva operativa será requerida, y las instalaciones existentes funcionarán más horas.

Además, las puntas de demanda significativas sólo ocurren raramente, como 2 o 3 veces al año, y para esos acontecimientos infrecuentes se obliga a significativas inversiones de capitales.
La potencia eléctrica es uno de los conceptos principales que se pueden encontrar en una factura de luz. Se trata de la capacidad que nuestro suministro tiene para soportar varios aparatos conectados al mismo tiempo (lavadoras, vitrocerámicas, secadoras, etc.). Se mide en kilovatios (kW) y siempre hay que pagarla (es la parte fija de la factura de la luz), tanto si se ha hecho uso de esa potencia como si no. A la hora de determinar la potencia que necesita cada hogar han de tenerse en cuenta los aparatos que se utilizan y los hábitos de consumo de cada familia, puesto que a más potencia, mayor es el precio. Una forma fácil —pero no agradable— de averiguar cuándo es necesario contratar más potencia es cuando saltan los plomos y momentáneamente la vivienda se queda sin suministro eléctrico. En cambio, saber si se tiene contratada más potencia de la que se necesita no es fácil. Hay compañías eléctricas que, mediante un contador inteligente y los datos de un año de consumo, pueden recomendar al cliente la bajada de potencia que más se ajusta a su perfil de consumo.

## Consideración de la respuesta a la demanda en la Ley de Política Energética de EE.UU.
La Ley de Política Energética de Estados Unidos de 2005 ordena al Secretario de Energía entregar al Congreso «un informe que identifique y cuantifique los beneficios nacionales de respuesta a la demanda y recomiende niveles concretos de tales beneficios a 1 de enero de 2007.» 
Este informe se publicó en febrero de 2006.
Estimaba que en 2004 podían ser objeto de respuesta a la demanda aproximadamente 20,5 gigavatios (GW), el 3 %  de la demanda punta estadounidense, mientras que la reducción real de la demanda pico era de aproximadamente 9 MW (el 1,3 %  de la demanda punta), lo que permitía un amplio margen de mejora. Estimaba asimismo que la capacidad de gestionar cargas carga había caído un 32 %  desde 1996. Entre los factores que influían en esta tendencia podían señalarse: 
- Menos compañías eléctricas ofrecían servicios de gestión de cargas.
- Los participantes en estos programas habían disminuido.
- El papel y la responsabilidad de las compañías eléctricas estaba cambiando
- El equilibrio entre generación y consumo también se estaba modificando.

Para animar el uso de la respuesta a la demanda en Estados Unidos, la Comisión Federal de Regulación Energética (FERC por sus siglas en inglés) promulgó la orden número 745 en marzo de 2011. Esta orden obliga a un cierto nivel de compensación a quienes en el mercado eléctrico mayorista proporcionen una respuesta a la demanda económicamente viable. Se trata de una norma altamente polémica y numerosos economistas de la energía se han opuesto a ella, como el profesor William W. Hogan en Kennedy Escuela de la Universidad de Harvard. Hogan afirma que la orden compensa demasiado a quienes proporcionen respuesta a la demanda, porque la compensación por reducir el consumo de una cantidad de energía supera al coste de producir esa misma cantidad. Hogan llega a aseverar que la orden 745 es anticompetitiva y equivale «…a que la autoridad reguladora imponga [a las compañías eléctricas] el cártel de un comprador.» Varios afectados, entre ellos el estado de California, han recurrido la orden n.º 745 ante un tribunal federal por estar en desacuerdo con su legalidad. Un debate sobre la eficiencia económica y la justicia de esta orden se publicó en una serie de artículos en The Electricity Journal.
El 23 de mayo de 2014, la Corte de Apelaciones de Estados Unidos para el Circuito del Distrito de Columbia suspendió la orden 745 en su integridad. El 4 de mayo de 2015, los Estados Unidos Tribunal Supremo acordó revisar esta decisión haciendo 2 preguntas: 
1. Si la Comisión Federal de Regulación Energética concluyó razonablemente que, de acuerdo con la Ley energética federal U. S. C. 791a et seq., tiene autoridad para dictar las reglas aplicables a los operadores de los mercados eléctricos mayoristas para que paguen por las reducciones en consumo de electricidad y para que recobren esos pagos a través de ajustes en las tarifas mayoristas.
2. Si la Corte de Apelaciones erró al sentenciar que la orden 745 era arbitraria y caprichosa.[57]

El 25 de enero de 2016, el Tribunal Supremo de los Estados Unidos en su decisión FERC versus Electric Power Supply Ass'n, por 6 magistrados contra 2, concluyó que la FERC actuó dentro de su autoridad para asegurar precios «justos y razonables» en el mercado mayorista.

## Reducción de la demanda y uso de generadores de gasóleo en la red eléctrica del Reino Unido
En diciembre de 2009 la red eléctrica del Reino Unido tenía contratados 2 369 MW de respuesta operativa a corto plazo (en inglés STOR). Los consumidores proporcionan 839 MW (un 35 %) distribuidos en 89 localizaciones. De estos 839 MW aproximadamente 750 MW son generadores diésel de emergencia (normalmente están parados, pero se ponen en marcha si hay alguna incidencia en el suministro) y el resto es reducción de carga. Un artículo que examina detalladamente los perfiles de demanda cada media hora, y los cambios en la demanda de diferentes edificios industriales y comerciales en el Reino Unido, muestra que sólo una pequeña minoría de consumidores suprime cargas, mientras la mayoría de la respuesta a una demanda punta es proporcionada por estos generadores de gasóleo.